# Colle à tapisser

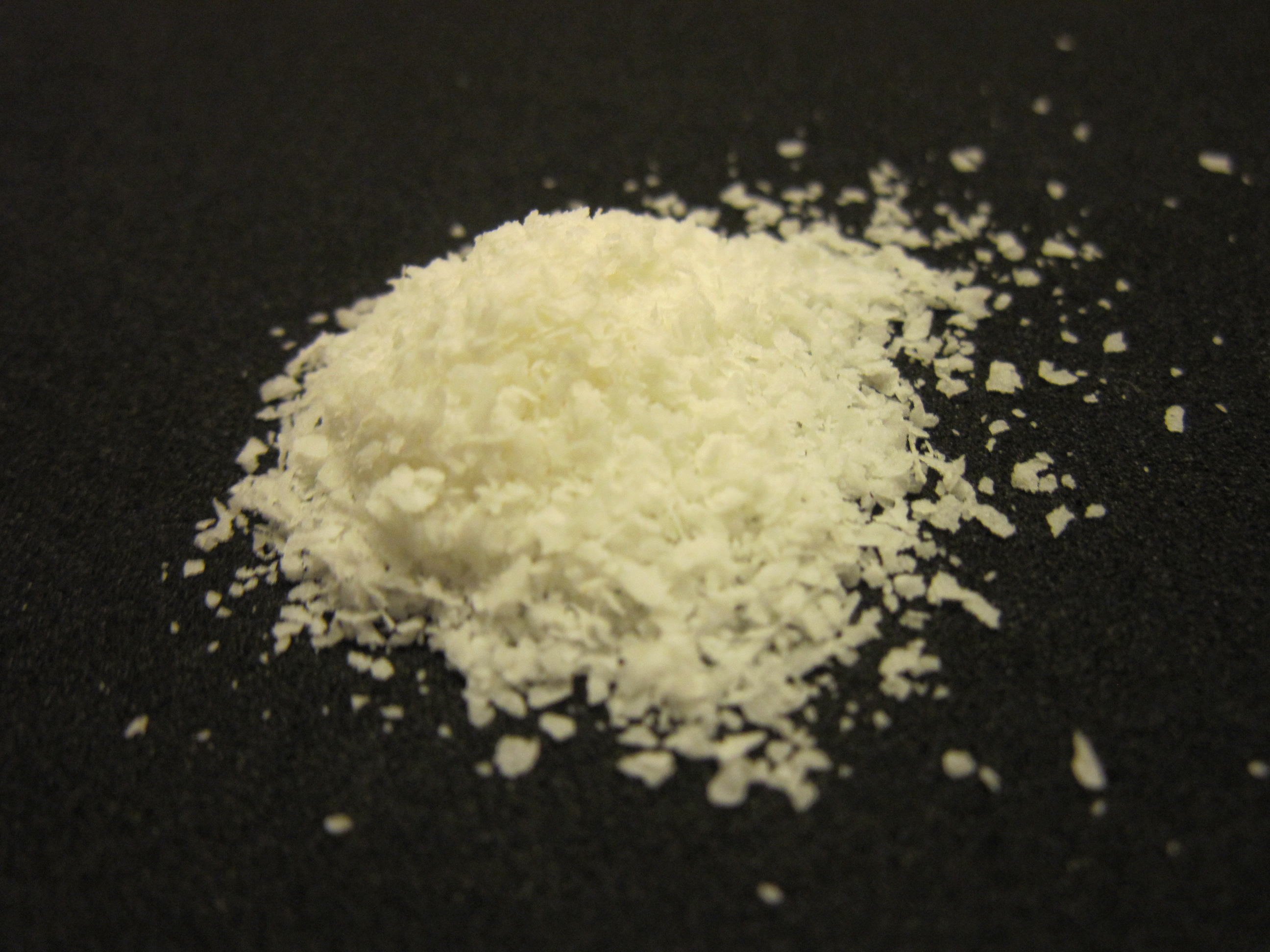
Flocons adhésifs qui sont mélangés à de l'eau pour produire de la colle à tapisser

La colle à tapisser est une colle spécifique, basée sur un amidon modifié ou du méthylcellulose, utilisée en tapissage pour coller le papier peint sur un mur.
Les pâtes à papier peint ont un écoulement rhéoépaississant ou dilatant typique (ou ont une viscosité de fluidification sous cisaillement dynamique typique) et une adhésion humide élevée. Ces propriétés sont nécessaires pour ralentir la pénétration de l'adhésif dans le papier et le mur, et donner une vitesse lente de liaison, pour que le papier peint en suspension puisse être aligné correctement sur le mur. L'adhésif est habituellement vendu dans des sachets ou des boîtes sous la forme de flocons qui sont mélangés avec de l'eau pour produire de la pâte, il est également disponible déjà préparé en bacs.
La colle à papier peint est appliquée sur le papier peint pour laisser l'humidité imprégner et pénétrer le papier.
Le papier se dilate avant l'accrochage plutôt que sur la paroi, ce qui provoquerait des bulles verticales dans chaque panneau de papier peint dès lors que l'adhésif sèche à partir des bords.
Lors de l'utilisation de textile non-tissé ou du papier peint de fibre de verre - papiers qui ne se dilatent pas - l'adhésif est appliqué sur la paroi à la place.
Anciennement, la colle à tapisser s'obtenait par dilution et chauffage d'une farine de froment dans de l'eau (empois).